# Орловка (Федоровський район)
Орло́вка (рос. Орловка, башк. Орловка) — присілок у складі Федоровського району Башкортостану, Росія. Входить до складу Теняєвської сільської ради.
Населення — 152 особи (2010; 155 в 2002).
Національний склад:
- чуваші — 76%